# François Forster
François Forster, född 1790, död 1872, var en fransk-schweizisk kopparstickare.
Forster var berömd som en av sin tids mest framstående konstnärer i gravyrstickelmaner, även om hans senare verk lider av effektsökeri. Forster utförde en mängd stick med religiösa och mytologiska motiv, oftast efter italienska renässanskonstnärer.